# Ena Sendijarević

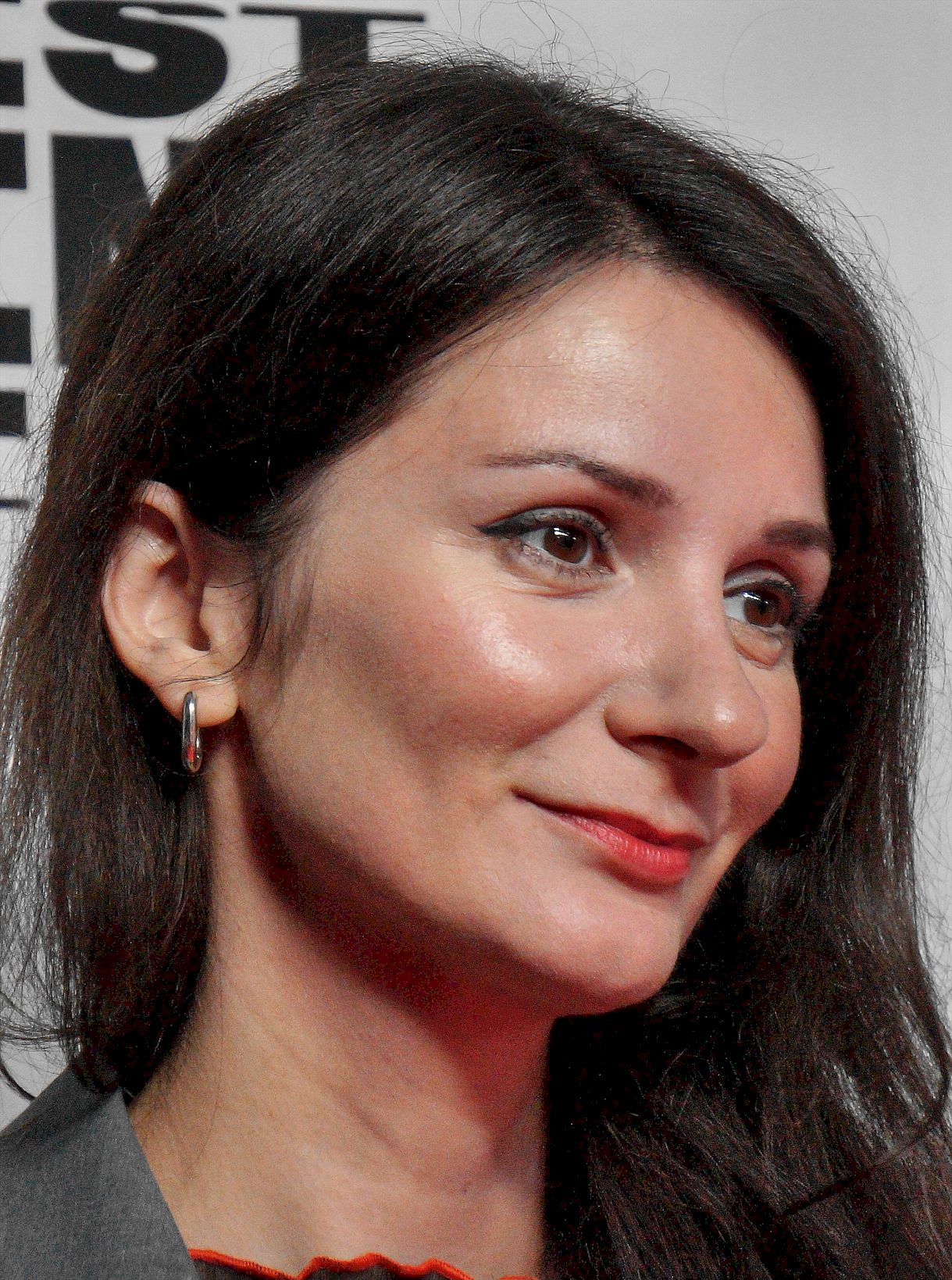
Ena Sendijarević (2023)

Ena Sendijarević (* 1987 in Odžak) ist eine aus Bosnien und Herzegowina stammende und in Amsterdam lebende Drehbuchautorin und Filmregisseurin.

## Leben
Ena Sendijarević wurde 1987 in der Stadt Odžak im Nordosten von Bosnien und Herzegowina geboren, die damals zu Jugoslawien gehörte, und ist in den Niederlanden aufgewachsen. Sie studierte Filmtheorie an der Universität Amsterdam und der Freien Universität Berlin und schloss ihr Studium an der Niederländischen Filmakademie ab.
Ihr Kurzfilm Import feierte im Mai 2016 bei den Internationalen Filmfestspielen von Cannes seine Premiere, wo der Film in der Sektion Quinzaine des Réalisateurs gezeigt wurde. Ihr Spielfilmdebüt Take Me Somewhere Nice aus dem Jahr 2019 erhielt beim International Film Festival Rotterdam den Special Jury Award im Tiger-Wettbewerb für herausragende künstlerische Leistungen und wurde beim Sarajevo Film Festival als bester Spielfilm mit dem „Herz von Sarajevo“ ausgezeichnet. Ihr zweiter Spielfilm Sweet Dreams gelangte in die Vorauswahl zum Europäischen Filmpreis 2023 und wurde von den Niederlanden bei der Oscarverleihung 2024 als bester internationaler Film eingereicht.

## Filmografie
- 2013: Homunculus (Kurzfilm, Drehbuch)
- 2013: Reizigers in de nacht (Kurzfilm, Regie und Drehbuch)
- 2014: Fernweh (Kurzfilm, Regie und Drehbuch)
- 2016: Import (Kurzfilm, Regie und Drehbuch)
- 2019: Take Me Somewhere Nice (Regie und Drehbuch)
- 2023: Sweet Dreams (Regie und Drehbuch)

## Auszeichnungen
Chicago International Film Festival
- 2023: Nominierung im New Directors Competition (Sweet Dreams)[2]

Internationale Filmfestspiele von Cannes
- 2016: Nominierung für den Prix Illy (Import)

International Film Festival Rotterdam
- 2019: Special Mention (Take Me Somewhere Nice)
- 2019: Nominierung für den Tiger Award (Take Me Somewhere Nice)

Les Arcs Film Festival
- 2023: Auszeichnung mit dem Preis der Jury (Sweet Dreams)[3]

Locarno Film Festival
- 2023: Nominierung als Bester Film für den Goldenen Leoparden (Sweet Dreams)[4]

Palm Springs International Film Festival
- 2024: Aufnahme in die „10 Directors to Watch“ (Sweet Dreams)[5]

Sarajevo Film Festival
- 2019: Auszeichnung mit dem Heart of Sarajevo im Feature Film Competition (Take Me Somewhere Nice)[6]

Toronto International Film Festival
- 2016: Nominierung als Bester Internationaler Kurzfilm für den Short Cuts Award (Import)